# A New System of Chemical Philosophy
A New System of Chemical Philosophy, en català Un Nou Sistema de Filosofia Química és un llibre del químic anglès John Dalton (1766-1844), publicat a Manchester en dos volums entre 1808 i 1827, on s'exposa la primera teoria atòmica moderna.
En aquesta obra, Dalton recupera la teoria atòmica de la matèria dels antics grecs. Considera que tota la matèria es compon d'àtoms indestructibles i indivisibles, que els diferents elements químics tenen diferents masses atòmiques i que aquests àtoms es mantenen sense canvis durant els processos químics. La idea clau de les masses atòmiques permet donar una explicació quantitativa de les reaccions químiques. El seu concepte d'"àtom" i d'"element químic" és d'importància fonamental, ja que proporciona un nou model de la realitat.
També hi figura una de les primeres representacions de l'estructura molecular, en què els àtoms d'una molècula estan disposats en l'espai d'una manera específica, i permet formular les lleis relatives a combinació d'elements químics i proporciona representacions esquemàtiques de diverses combinacions possibles dels àtoms. Dels les vuit pàgines de figures la 4a és especialment significativa, ja que dona símbols per als àtoms dels diversos elements i els seus compostos.

## Antecedents

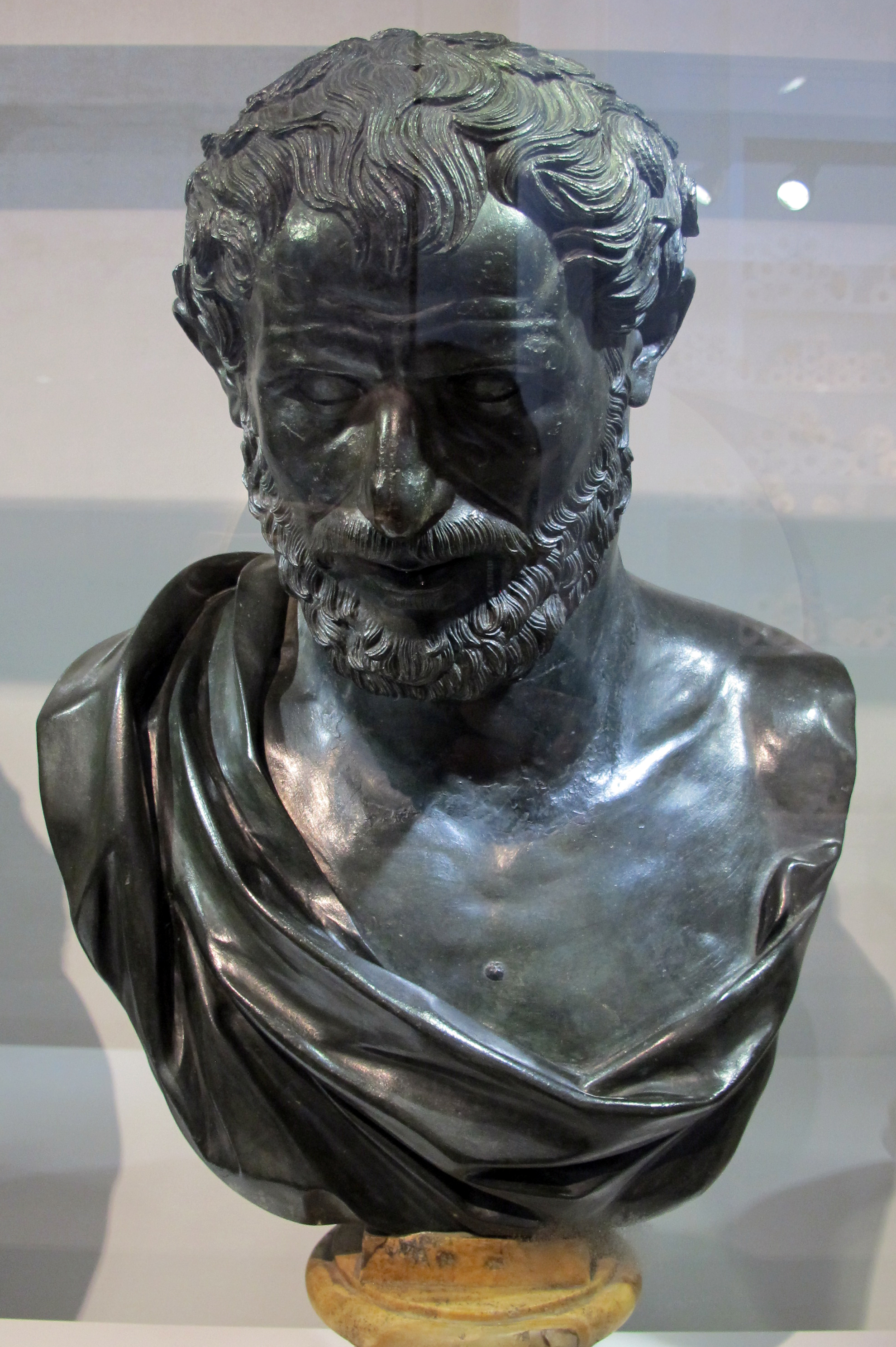
Bust suposat de Demòcrit. Còpia romana de l'original grec trobada a Herculano.

La idea de l'existència dels àtoms fou suggerida per primera vegada pels antics filòsofs naturals grecs Leucip (segle V aC) i Demòcrit (460 aC-370 aC). El seu successor, Epicur (341 aC-270 aC), la incorporà a una visió materialista del món sense déus, que fou universalment condemnat pels teòlegs cristians partidaris de les idees d'Aristòtil (384 aC- 322 aC). En conseqüència, les teories atomistes foren oblidades durant segles.
Durant el Renaixement el metge alemany Daniel Sennert (1572-1637) recupera per a l'alquímia algunes de les idees de Demòcrit i Epicur sense apartar-se de l'ortodòxia aristotèlica. Segons Sennert els quatre elements d'Aristòtil estan composts per àtoms diferents. Quan es combinen i reordenen donen lloc a una substància, però mantenen la seva essència fonamental.
Al voltant de mitjans del segle xvii s'havien imprès les obres dels atomistes grecs clàssics, traduïdes i comentades pels estudiosos com ara l'astrònom francès Pierre Gassendi (1592-1655), malgrat que encara hi havia una considerable hostilitat des del clergat de totes les tendències del cristianisme. També destaca l'anglès Walter Charleton (1619-1707) que fou l'introductor dels treballs de Gassendi a Anglaterra. Poc temps després el científic irlandès Robert Boyle (1627-1691), devot cristià que havia finançat les traduccions dels Evangelis en molts idiomes, no veié cap raó perquè una deïtat benigna no podria haver creat un univers atòmic i el defensà en el seu llibre El Químic Escèptic del 1661.
El 1789 el químic irlandès William Higgins (1763-1825) publicà el llibre Comparative View of Phlogistic and Antiphlogistic Theories on hi ha representades les partícules últimes i les relacions entre elles, incloent-hi uns símbols, similars als actuals, per mostrar com les partícules reaccionen i les forces entre elles. Empra com a símbols dels àtoms les inicials dels elements i lliga les lletres amb guions així com es fa actualment per representar els enllaços entre àtoms.

## Estructura

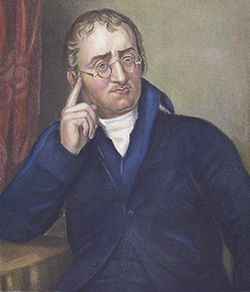
John Dalton. Retrat de Joseph Allen (1814)

### Pròleg del volum I
En el pròleg del 1r volum publicat el 1808, Dalton explica que l'origen del llibre foren unes conferències sobre la calor i els elements químics que impartí a Edimburg i Glasgow el 1807, les quals tingueren molta acceptació. Molts dels que hi assistiren l'encoratjaren a reunir-les en un tractat.

### Primera part
La primera part està dividida en tres capítols que duen per títol "Sobre la calor o calòric", "Sobre la constitució dels cossos" i "Sobre la síntesi química". En aquest darrer és on s'exposa la teoria atòmica (pàg. 211 i 216) i a la figura IV explicada a les pàg. 219 i 220.
Dalton admet, com quasi tots els seus contemporanis, que la matèria està constituïda per un elevat nombre de partícules molt petites, que anomena àtoms (del llatí atomus, i aquest, del grec átomos 'indivisible'), que es mantenen unides per mitjà d'una força d'atracció relativament potent. Aquests àtoms són indivisibles, no poden ser destruïts ni creats i són perfectament iguals en massa, forma i mida per a tot cos homogeni. Els diferents elements químics, com que no poden transformar-se els uns en els altres, estan formats per àtoms diferents. No és possible la combinació d'àtoms iguals perquè les forces de repulsió ho impedeixen.
Defineix que una reacció química no és res més que una reorganització de les agrupacions d'àtoms diferents.
Dalton estableix que els composts químics estan formats per combinacions d'àtoms de diferents elements, i que sempre es combinen en la proporció més simple. Si només es coneix un compost de dos elements, estarà format per un àtom de cada, com per exemple l'amoníac que formula NH; si se'n coneixen dos un, serà una combinació binària i l'altre una combinació ternària, com ara el monòxid de carboni i el diòxid de carboni (CO i CO₂); i així successivament.
Seguidament introdueix el concepte de massa atòmica relativa. Pren com a unitat la massa de l'àtom d'hidrogen i determina el de la resta a partir de les anàlisis de les proporcions en massa de cada element en els composts i amb la suposició de combinacions simples. Així conclou que l'aigua té per fórmula HO i dedueix que la massa d'un àtom d'oxigen és 7 (set vegades més que la de l'hidrogen). L'amoníac és NH i calcula que un àtom de nitrogen té una massa de 5. Amb aquests valors determina la massa de les molècules (àtoms composts segons Dalton) més simples, com el gas nitrós que formula NO i que diu tindrà una massa molecular relativa de 5 + 7 = 12.
Al final d'aquesta primera part inclou una sèrie de figures entre les quals destaca la núm. IV on representa els diferents àtoms dels elements químics mitjançant cercles {\displaystyle \bigcirc } amb una figura o lletra al mig per diferenciar-los. La simbologia segueix l'estil de la dels metalls que dissenyaren els químics francesos Jean Henri Hassenfratz (1755-1827) i Pierre Auguste Adet (1763-1832) al Méthode de Nomenclature Chimique del 1887, i que Dalton coneixia. Per als no metalls dintre del cercle hi ha una figura. Exemples són l'hidrogen {\displaystyle \odot }, el sofre {\displaystyle \oplus } i l'oxigen {\displaystyle \bigcirc }. Els metalls els representa amb una lletra, inicial del nom en anglès, dintre del cercle. En aquest cas coincideix amb la simbologia del Méthode excepte amb la lletra. Per exemple l'argent (silver) {\displaystyle \circledS } i el coure ©. Els composts els representa mitjançant la unió dels àtoms que el component, així representa l'aigua com {\displaystyle \odot }{\displaystyle \bigcirc } suposant que està formada per un àtom de cada.

### Segona part

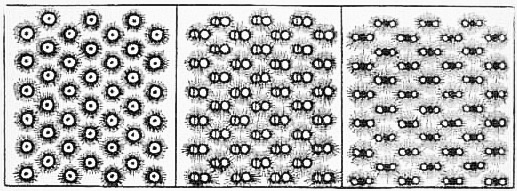
Representació segons Dalton de l'hidrogen, el monòxid de nitrogen i el diòxid de carboni (d'esquerra a dreta). Figura de l'Encyclopædia Britannica del 1911

La segona part fou publicada el novembre del 1810, dos anys i mig després de la 1a part. Està dedicada a Humphry Davy (1778-1829) i a William Henry (1774-1836). Té dos capítols i cadascun diverses seccions. El primer capítol duu per títol "Sobre els principis elementals" i s'hi estudia en set seccions els elements no metàl·lics coneguts oxigen, hidrogen, nitrogen, carboni, sofre, fòsfor i els metalls coneguts. Assenyala que les investigacions realitzades per Davy indiquen que les terres (òxid de calci, òxid de magnesi, etc.) i els àlcalis (hidròxid de sodi, hidròxid de potassi, etc.) no són elements químics, malgrat que no s'hagin pogut descompondre, i que el més probable és que siguin òxids. Descriu els mètodes d'obtenció, les propietats i les anàlisis que han fet diferents autors, i calcula la seva massa atòmica relativa.
El segon capítol duu per títol "Compostos de dos elements" i s'hi desenvolupen en dotze seccions les combinacions binàries dels elements químics. S'hi descriuen les propietats, els resultats de les anàlisis que s'han fet sobre la seva composició i en dona una fórmula. La nomenclatura dels composts emprada per Dalton és una adaptació a l'anglès de la nomenclatura del Méthode de Nomenclature Chimique del 1787. Les seccions són:
1. Combinacions d'oxigen amb hidrogen. S'hi estudia l'aigua (formulada HO) i diversos composts, que Dalton suposa que són combinacions d'oxigen i hidrogen en diferents proporcions, i que són l'àcid fluorhídric (segons Dalton àcid fluòric, de fórmula HO₂), l'àcid clorhídric (conegut com a àcid muriàtic, segons Dalton HO₃), el clor (conegut com a àcid oximuriàtic,[5] Dalton li dona la fórmula HO₄) i l'àcid clòric (conegut com a àcid hiperoximuriàtic,[5] Dalton el formula com HO₆). El mateix any 1810 Humphry Davy descobrí que l'àcid muriàtic contenia un element nou, el clor.
2. Combinacions d'oxigen amb nitrogen. S'hi estudien els òxids de nitrogen, que Dalton anomena i formula com: gas nitrós (NO, fórmula correcta del monòxid de nitrogen), àcid nítric (NO₂, fórmula incorrecta, ja que és HNO₃), òxid nitrós (N₂O, fórmula correcta del monòxid de dinitrogen, conegut com a gas hilarant), àcid nitrós (N₂O₃, que ha de ser HNO₂) i àcid oxinítric (NO₃). Cap dels dos àcids els formula amb hidrògens, ja que els químics encara no havien descobert que tots els àcids contenen hidrogen en la seva estructura.
3. Combinacions d'oxigen amb carboni. S'hi estudien el monòxid de carboni (anomenat òxid carbònic i formulat correctament CO) i el diòxid de carboni (anomenat àcid carbònic i formulat correctament com CO₂).
4. Combinacions d'oxigen amb sofre. S'hi estudien l'òxid sulfurós (formulat SO), i l'àcid sulfurós que formula com SO₂ (és el diòxid de sofre que, en reaccionar amb aigua, dona l'àcid sulfurós), i l'àcid sulfúric que formula SO₃ (el triòxid de sofre en reaccionar amb aigua dona l'àcid sulfúric).
5. Combinacions d'oxigen amb fòsfor. S'hi estudien els àcids fosfòric que formula PO₂ o PO₃, i fosforós que formula incorrectament PO.
6. Combinacions de l'hidrogen amb el nitrogen. S'hi estudia l'amoníac formulat incorrectament com NH.
7. Combinacions d'hidrogen amb carboni. S'hi estudien el metà (formulat CH₂ i anomenat hidrogen carburat) i l'etè (anomenat gas olefiant).Fotografia de John Dalton quan tenia devers 70 anys

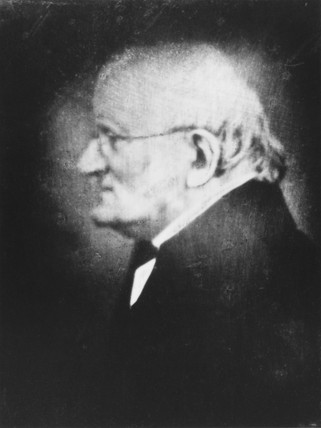
Fotografia de John Dalton quan tenia devers 70 anys

8. Combinacions d'hidrogen amb sofre. S'hi estudien el sulfur d'hidrogen que formula SH i l'hidrogen supersulfurat que formula com S₂H...
9. Combinacions d'hidrogen amb fòsfor. S'hi estudia el fosfà que anomena hidrogen fosforat i formula com PH.
10. Combinacions de carboni amb sofre, amb fòsfor i de sofre amb fòsfor. Hi descriu composts dels quals diu que encara hi ha poques dades i no en pot deduir cap fórmula.
11. Àlcalis. S'hi estudien vuit hidròxids i carbonats de potassi i de sodi.
12. Terres. S'hi estudien nou compostos entre no metalls (diòxid de silici, òxid de magnesi, òxid de bari...)

### Volum II
El volum II, publicat el 1827, el dedicà a John Sharpe i a Peter Ewart (1767-1842), membres de la Manchester Literary and Philosophical Society. En ell s'hi descriuen òxids i sals binàries (sulfurs, fosfurs i carburs) dels metalls. Indica en cada compost la metodologia emprada per determinar les masses atòmiques relatives dels metalls que són sòlids.

## Conseqüències

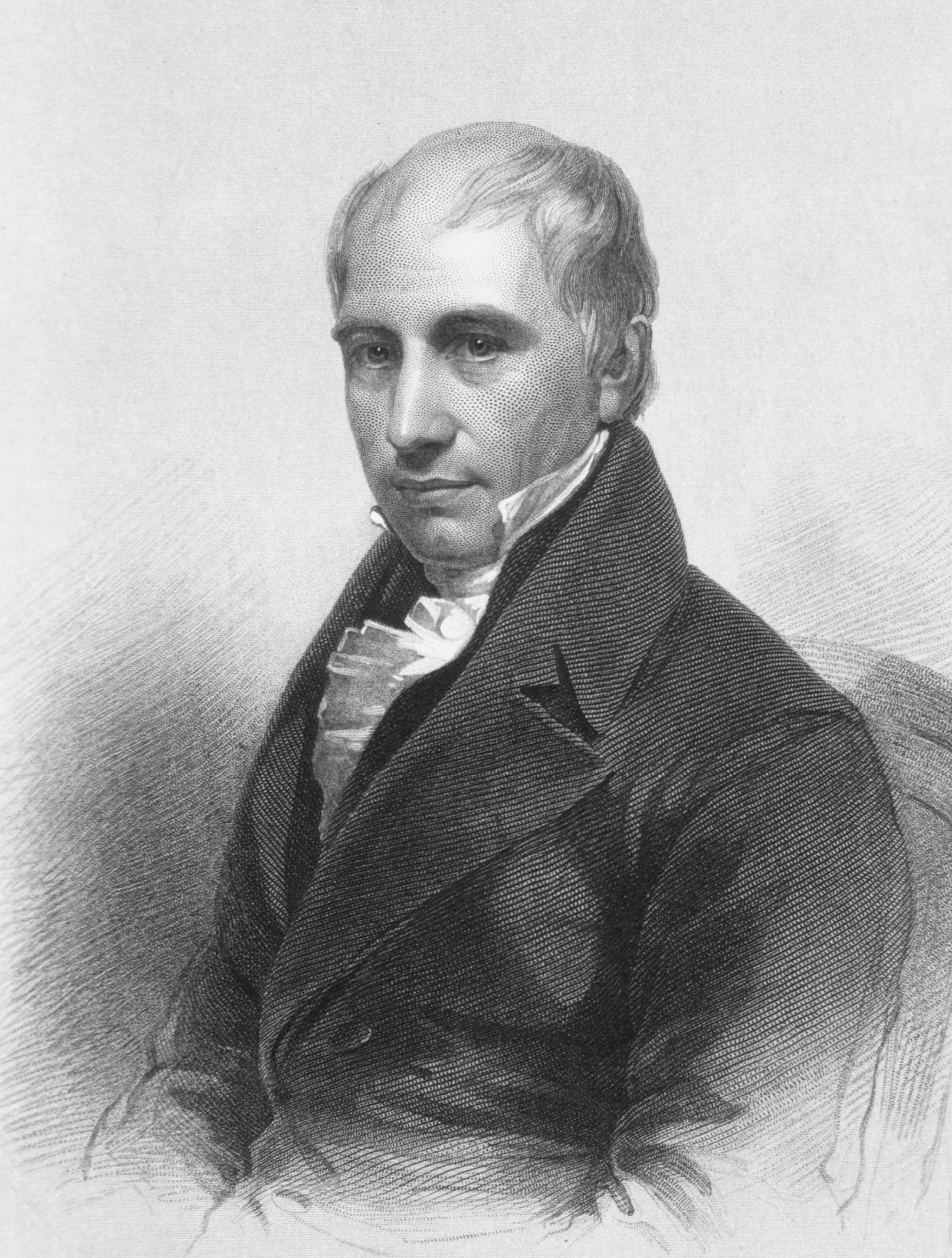
Thomas Thomson

A Anglaterra, ja abans de la publicació del A New System, alguns prestigiosos químics com Thomas Thomson (1773-1852) i William Hyde Wollaston (1776-1828), donaren suport a la teoria atòmica que Dalton havia explicat a les seves conferències. Posteriorment, el 1825, Thomson publicà el llibre An Attempt to Establish the First Principles of Chemistry by Experiment, que tingué una gran acollida a Anglaterra i els Estats Units, però no a l'Europa continental, i que popularitzà la teoria de Dalton. Per altra banda William Henry i Humphry Davy, als quals Dalton els dedicà la 2a part del volum I, es mantingueren escèptics al principi i es torbaren a acceptar la totalitat dels nous conceptes.
A França el químic Claude Louis Berthollet (1748-1822) rebé una còpia del A New System el mateix 1808, només dos mesos després de la seva publicació i, malgrat que s'establí una relació epistolar entre ambdós, Berthellot s'oposà a la teoria atòmica. Un alumne seu, Joseph-Louis Gay-Lussac (1778-1850) llegí el 1808 una memòria on exposava la seva llei dels volums de combinació dels gasos mencionant la teoria de Dalton, que aquest conegué gràcies a Berthellot l'estiu del 1809. Gay-Lussac pensava diferent de Dalton. Mentre que aquest considerava que la matèria està formada per àtoms caracteritzats per la seva massa, per a Gay-Lussac és més important el seu volum perquè presenten més regularitats. Dalton criticà el treball de Gay-Lussac a la segona part del A New System el 1810.

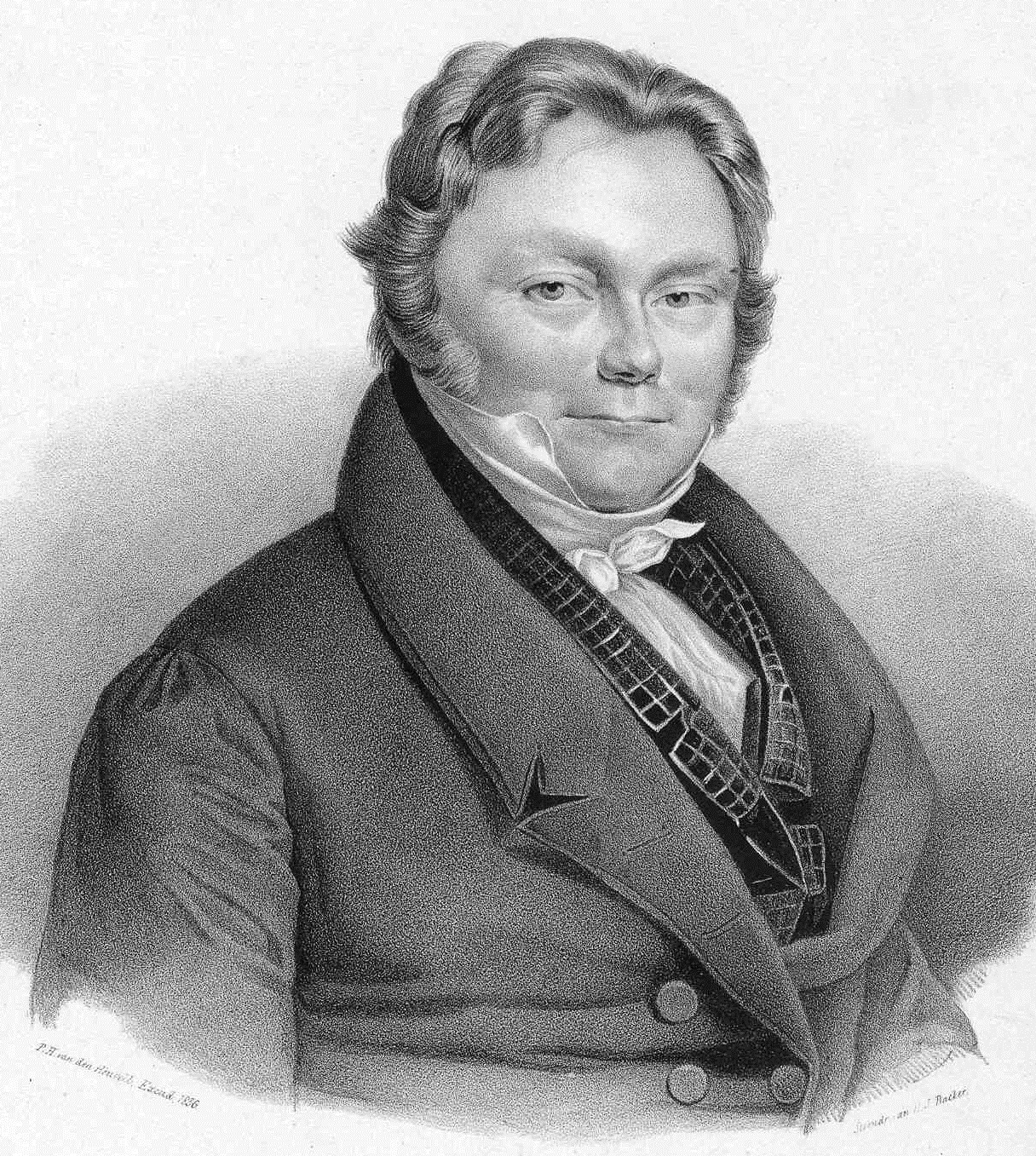
Jöns Jakob Berzelius el 1836

A Suècia Jöns Jacob Berzelius (1779-1948) rebé del mateix Dalton una còpia del A New System el 1812, malgrat que ja la coneixia a partir d'altres treballs i del contacte que tenia amb Davy i Wollaston. Berzelius quedà decebut pel llibre en veure que no complia amb les seves expectatives i que contenia alguns errors evidents. Tanmateix Berzelius indicà que la teoria de Dalton explicava satisfactòriament les lleis de combinació química (Llei de conservació de la massa de Lavoisier, llei de les proporcions definides de Proust, llei de les proporcions múltiples de Dalton, llei de les proporcions recíproques de Richter). Berzelius introduí nous símbols que són els que s'empren en l'actualitat i calculà masses atòmiques més precises.
A Rússia F. Gise publicà Química general per a professors i estudiants, entre el 1813 i el 1817, on ja exposa la teoria atòmica de Dalton. El 1827 Aleksandr Alekseevich Iovskii (1796-1857) publicà un llibre en el qual basà tota la química en els postulats de Dalton, i també Germain Henri Hess (1802-1950) el 1831 publicà Fonaments de química pura, que fou adoptat com a llibre de text oficial per a l'ensenyament de la química a Rússia i amb el que estudiaren Aleksandr Bútlerov (1828-1886) i Dmitri Mendeléiev (1834-1907).
A Alemanya Friedrich Wolff traduí a l'alemany el A New System i el publicà el 1814. Els químics Christian Gottlob Gmelin (1792-1860), Heinrich Gustav Magnus (1802-1870), Eilhard Mitscherlich (1794-1863), Gustav Rose (1798-1873) i Friedrich Wöhler (1800-1882) treballaren a Estocolm amb Berzelius i tornaren a Alemanya convençuts de la teoria atòmica.
A Itàlia la teoria atòmica de Dalton i la llei de Gay-Lussac són tractades per Amedeo Avogadro (1776-1856) que aconsegueix determinar les fórmules correctes de molts de composts a partir del seu concepte de molècula i de la hipòtesi que volums de gasos diferents en les mateixes condicions de pressió i temperatura contenen el mateix nombre de molècules (llei d'Avogadro).